# ハリソン郡 (アイオワ州)
ハリソン郡（英: Harrison County）は、アメリカ合衆国アイオワ州の西部に位置する郡である。2010年国勢調査での人口は14,928人であり、2000年の15,666人から4.7％減少した。郡庁所在地はローガン市（人口1,534人）であり、同郡で人口最大の都市はミズーリバレー市（人口2,838人）である。
ハリソン郡はオマハ・カウンシルブラフス大都市圏8郡のうち、アイオワ州に属する3郡の1つである。

## 歴史
ハリソン郡は1851年に設立され、郡名は第9代アメリカ合衆国大統領ウィリアム・ハリソンにちなんで名付けられた。

## 地理
アメリカ合衆国国勢調査局に拠れば、郡域全面積は700.93平方マイル（1,815.4km2）であり、このうち陸地696.72平方マイル（1,804.5km2）、水域は4.20平方マイル（10.9km2）で、水域率は0.60％である。

### 主要高規格道路
| - 州間高速道路29号線 - アメリカ国道30号線 - アイオワ州道37号線 - アイオワ州道44号線 | - アイオワ州道127号線 - アイオワ州道183号線 - アイオワ州道191号線 |

### 隣接する郡
- モノナ郡 - 北
- クロウフォード郡 - 北東
- シェルビー郡 - 東
- ポタワタミー郡 - 南
- ネブラスカ州ワシントン郡 - 南西
- ネブラスカ州バート郡 - 北西

### 国立保護地域
- デソト国立野生生物保護区(部分）

## 人口動態

### 2010年国勢調査
以下は2010年国勢調査による人口統計データである。
基礎データ
- 人口: 14,928人
- 人口密度: 8人/km2（21人/mi2）
- 住居数: 6,731軒
- 使用住居: 5,987軒[8]

### 2000年国勢調査

2000人口ピラミッド

以下は2000年国勢調査による人口統計データである。
| 基礎データ - 人口: 15,666人 - 世帯数: 6,115 世帯 - 家族数: 4,304 家族 - 人口密度: 9人/km2（22人/mi2） - 住居数: 6,602軒 - 住居密度: 4軒/km2（10軒/mi2） 人種別人口構成 - 白人: 98.69% - アフリカン・アメリカン: 0.08% - ネイティブ・アメリカン: 0.22% - アジア人: 0.16% - 太平洋諸島系: 0.01% - その他の人種: 0.20% - 混血: 0.64% - ヒスパニック・ラテン系: 0.72% 年齢別人口構成 - 18歳未満: 26.2% - 18-24歳: 6.8% - 25-44歳: 27.0% - 45-64歳: 22.3% - 65歳以上: 17.7% - 年齢の中央値: 39歳 - 性比（女性100人あたり男性の人口） - 総人口: 96.5 - 18歳以上: 91.8 | 世帯と家族（対世帯数） - 18歳未満の子供がいる: 32.3% - 結婚・同居している夫婦: 59.3% - 未婚・離婚・死別女性が世帯主: 7.6% - 非家族世帯: 29.6% - 単身世帯: 26.1% - 65歳以上の老人1人暮らし: 13.7% - 平均構成人数 - 世帯: 2.51人 - 家族: 3.02人 収入と家計 - 収入の中央値 - 世帯: 38,141米ドル - 家族: 44,586米ドル - 性別 - 男性: 30,000米ドル - 女性: 21,663米ドル - 人口1人あたり収入: 17,662米ドル - 貧困線以下 - 対人口: 7.1% - 対家族数: 5.0% - 18歳未満: 8.7% - 65歳以上: 8.7% |

## 都市と町

### 都市
| - ミズーリバレー - ローガン - 郡庁所在地 - ダンラップ - リトルスー - マグノリア | - モデール - モンダミン - パーシア - ピスガー - ウッドバイン |

### 未編入の町
- カリフォーニアジャンクション

### 郡区
- アレン郡区
- ボイヤー郡区
- カルホーン郡区
- キャス郡区
- シンシナティ郡区
- クレイ郡区
- ダグラス郡区
- ハリソン郡区
- ジャクソン郡区
- ジェファーソン郡区
- ラグランジュ郡区
- リンカーン郡区
- リトルスー郡区
- マグノリア郡区
- モーガン郡区
- ラグラン郡区
- セントジョンズ郡区
- テイラー郡区
- ユニオン郡区
- ワシントン郡区